# Nectopsyche flavofasciata
Nectopsyche flavofasciata är en nattsländeart som först beskrevs av Georg Ulmer 1907.  Nectopsyche flavofasciata ingår i släktet Nectopsyche och familjen långhornssländor. Inga underarter finns listade i Catalogue of Life.